# El negro Santander
El negro Santander es un cuento del escritor ecuatoriano Enrique Gil Gilbert, publicado en 1933 como parte del libro de relatos Yunga. Es considerado uno de los cuentos emblemáticos del autor, en que narra los abusos y la explotación que sufrieron los peones durante la construcción de las vías del Ferrocarril Transandino.

## Argumento
El negro Santander era un jamaiquino traído muchos años atrás a Ecuador para trabajar en la construcción de las vías del tren que unió Guayaquil con Quito. A pesar de que sus vecinos lo consideraban loco, amaban escuchar sus historias sobre la época en que trabajó en el ferrocarril. El negro Santander les cuenta varias anécdotas de la construcción, entre ellas la discriminación que sufrían los afrodescendientes y los indígenas a manos de los blancos, las violaciones que sufrían las mujeres en los campamentos, el constante retraso en los pagos y los abusos a los que los sometían los capataces.
Las anécdotas más crudas eran las referentes a los trabajos en la Nariz del Diablo. El negro Santander les cuenta cómo sus compañeros morían de sed, aplastados por rocas o desmembrados producto de explosiones de dinamita, muchas veces para ahorrar los pagos adeudados. Cuando los trabajadores deciden entrar en huelga ante la peligrosidad de la operación, los capataces los azotan e incluso le disparan a uno de ellos. Los muertos eran rápidamente reemplazados por nuevos trabajadores, que pronto morían a su vez sepultados. Los oyentes finalmente interrumpen a Santander, diciéndole que el ferrocarril era lo mejor que le había pasado al país y que Eloy Alfaro y García Moreno lo habían construido, el segundo recibiendo incluso una estatua por eso. "Ellos no hicieron nada, no trabajaron", les responde Santander, pero todos lo ignoran y lo toman por loco.

## Temas centrales

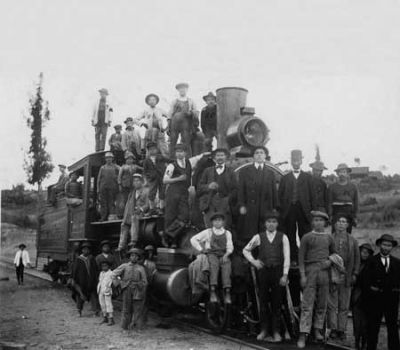
Personal del Ferrocarril Transandino el 24 de junio de 1908, un día antes de la llegada del primer tren a Quito.

Una de las temáticas exploradas en el cuento es la realidad de opresión y de abusos que suele ocultarse tras los intentos de alcanzar la "civilización" o "modernidad", en este caso ejemplarizada en la figura del ferrocarril. Sobre la forma en que se convenció a los peones de participar, Gil Gilbert expresa: "Se los trajo, explicándoles que era una gran obra que hacía el general Alfaro, que la patria haría de ellos un río de glorias." Sólo cuando es muy tarde los trabajadores entienden los horrores a los que serán sometidos.
El campamento de los peones puede entenderse en sí mismo como una representación de la sociedad ecuatoriana de la época, dividida en distintos grupos étnicos y culturales hostiles entre sí, en el que los blancos ocupaban el escalón más alto y los indígenas el más bajo, aunque todos siempre a merced del naciente sistema capitalista ecuatoriano. Es de hecho la constatación de la explotación a manos de los patrones lo que hace a los distintos grupos dejar sus diferencias de lado y hacer causa común contra los abusos.
A lo largo del cuento también se muestra la discriminación a las poblaciones afroecuatorianas sostenida por el recuerdo aún fresco de la esclavitud. Al referirse a los afrodescendientes, los capataces dicen: "todos son hijos de esclavos. De nacimiento están acostumbrados a esta vida. Si se los trata mejor, se crecen" y más tarde "Es negro, que aguante". A pesar de que la esclavitud se encontraba abolida en el tiempo en que transcurre la historia, los personajes imponen normas sociales que perpetúan la exclusión. Una de ellas se expresa a través de la dominación sexual: mientras los blancos pueden acostarse con mujeres afrodescendientes, los hombres afrodescendientes no pueden acostarse con mujeres blancas.
Los indígenas son así mismo objeto de discriminación, conformando el escalón más bajo del orden social de los campamentos. El negro Santander revela que ni siquiera les pagaban por su trabajo y que los capataces abusaban de ellos sin consecuencia alguna. "Un indio no es nada", dicen los capataces en una escena del cuento.